# Premier de cordée (téléfilm)
Pour les articles homonymes, voir Premier de cordée.
Premier de cordée est un téléfilm français de deux épisodes de 90 minutes, adapté des romans Premier de cordée et La Grande Crevasse de Roger Frison-Roche, réalisé par Pierre-Antoine Hiroz et Edouard Niermans. C'est une coproduction de 1998 de France 2, Gaumont Télévision, M.D.I.Productions, RAI, TSR, J.M.H. Productions.

## Synopsis
Drame à Chamonix dans les années 1930 où deux populations se côtoient sans se mélanger. Chamonix est une station où se presse une société cosmopolite, mondaine et sportive, en quête de nouveautés et de sensations fortes trouvées dans l'alpinisme. Ces gens côtoient les Chamoniards mais ne se rencontrent pas sauf sur les sentiers du mont Blanc. Là-haut, plus rien n'a d'importance si ce n'est l'exaltant défi de l'exploit. Encordés et dépendant les uns des autres, ils devront unir leurs forces et oublier leurs différends, pour réaliser leurs rêves et éviter l'accident, le drame.
L'accident de Joseph, le patriarche des Servettaz, guides de génération en génération, a marqué les esprits. C'est son fils Zian qui décide de reprendre le flambeau. Marié à Bianca, la fille d'un riche industriel milanais, Zian peut commencer sa grande histoire d'amour, une histoire d'amour à trois, la montagne restant toujours la maîtresse la plus exigeante.
Lassée des angoissantes attentes et de la solitude pendant les randonnées de son mari, Bianca rentre en Italie pour refaire sa vie. Zian la rejoint bientôt. Mais l'ennui est là et il décide de retourner vivre à Chamonix.
Lors d'une expédition en montagne, Zian chute dans une crevasse. Bianca, alertée par un pressentiment, revient vers celui qu'elle aime par-dessus tout...

## Fiche technique
- Titre : Premier de cordée
- Réalisation : Pierre-Antoine Hiroz et Edouard Niermans
- Scénario : Jacques Ertaud, Louis-Charles Sirjacq et Marc Syrigas
- Musique : Gabriel Yared
- Production : Christian Charret, Sandra d'Aboville et Jean-Marc Henchoz
- Genre : comédie romantique[réf. souhaitée]

## Distribution
- Giuliano Gemma : Mr. Ruspoli
- Frédéric Gorny : Zian Servettaz
- Silvia De Santis : Bianca Ruspoli
- Didier Bienaimé : Georges Bonzon
- Andréa Ferréol : Marie Servettaz
- Frédéric de Pasquale : Ravanat le rouge